# 타이베이 첩운 VAL256형 전동차
VAL256형 전동차(중국어: VAL256型電聯車)는 타이베이 첩운 원후선(구 무산선)에서 운행하는 고무차륜 전동차이다. VAL256이란 명칭은 이 열차의 폭이 2.56 m 인 것에서 유래하였다. 개통 초기 VAL256은 프랑스 마트라사와 알스톰사의 설계로 만들어졌다. 그러나 이후 독일 지멘스가 마트라사의 교통수송 부문을 인수 합병하면서 지멘스 산하 제품으로 옮겼다. 2009년 네이후선이 개통되어 무산선 직결 운행되기 시작한 후, 캐나다 봄바디어에서 개발한 CITYFLO65 자동 열차 운행 장치와 이에 상응하는 봄바디어 INNOVIA APM 256형 전동차가 도입되었다. 기존의 VAL256은 운행 수요에 맞춰 열차 제어 시스템을 봄바디어의 것으로 바꿨다.
VAL256형 전동차는 각 열에 2량씩 편성되어 있다. 각 객차는 길이 13.78 m, 폭 2.56 m, 높이 3.53 m이며, 각 차량에는 양쪽에 두 개의 출입문이 있다. 독립적인 객차 사이에는 연결통로가 없으므로, 조향 반경이 작아서 굽은 길이 많은 경로에 대해 비교적 좋은 적응력을 가진다. 고무 타이어 시스템을 위한 가이드 레일이 있는 콘크리트 궤도 위를 주행하며(중산중학교 역행 네이후방면은 철제궤도), 대부분의 노선은 고가도로 방식으로 설계됐다.
타이베이 첩운은 VAL256형 열차를 2대(4량) 1편성으로 운행한다. 이 계열이 병결로 운행되는 것은 이번이 처음이었으며, 시운전 때 예기치 못한 상황이 발생하였다.(예를 들어 타이어가 과열되어 화재가 발생한 상황으로, 이는 앞뒤 차량 제동장치의 불일관성으로 타이어가 마찰 과열을 일으키기 때문이다.). 하지만 조정을 거치면서 대부분 해결됐다.
1997년, 마트라와 타이베이 시정부 첩운공사국과의 계약 분쟁이 발생하여 기술자 전원을 해산시키고 더 이상 유지 보수를 하지 않게 되었으며, VAL256형 열차의 도착 정보 디스플레이는 타이완 기술자들이 독자 개발하게 되었다. 현재 마트라의 운송 부문은 지멘스에 인수되었고, VAL256형 전동차는 지멘스제가 되었으나, 사후 지원은 제공되지 않았다.
VAL256형 전동차는 2009년 7월 4일 봄바디어 시스템으로 교체되었으며, 전환시간 지연 및 반년간의 안정성 테스트를 거쳐 2010년 12월 19일에 측정하여 2010년 12월 26일에 재운행되었다.

## 열차 운영
| 번호   | 제조년도    | 구매수량            | 배치                              | 운영 노선 |
| ------ | ----------- | ------------------- | --------------------------------- | --------- |
| 01～51 | 1990~1992년 | 원산선 (CC350) 51대 | █ 무자 기기공장 █ 네이후 기기공장 | 원후선    |

## 사진첩

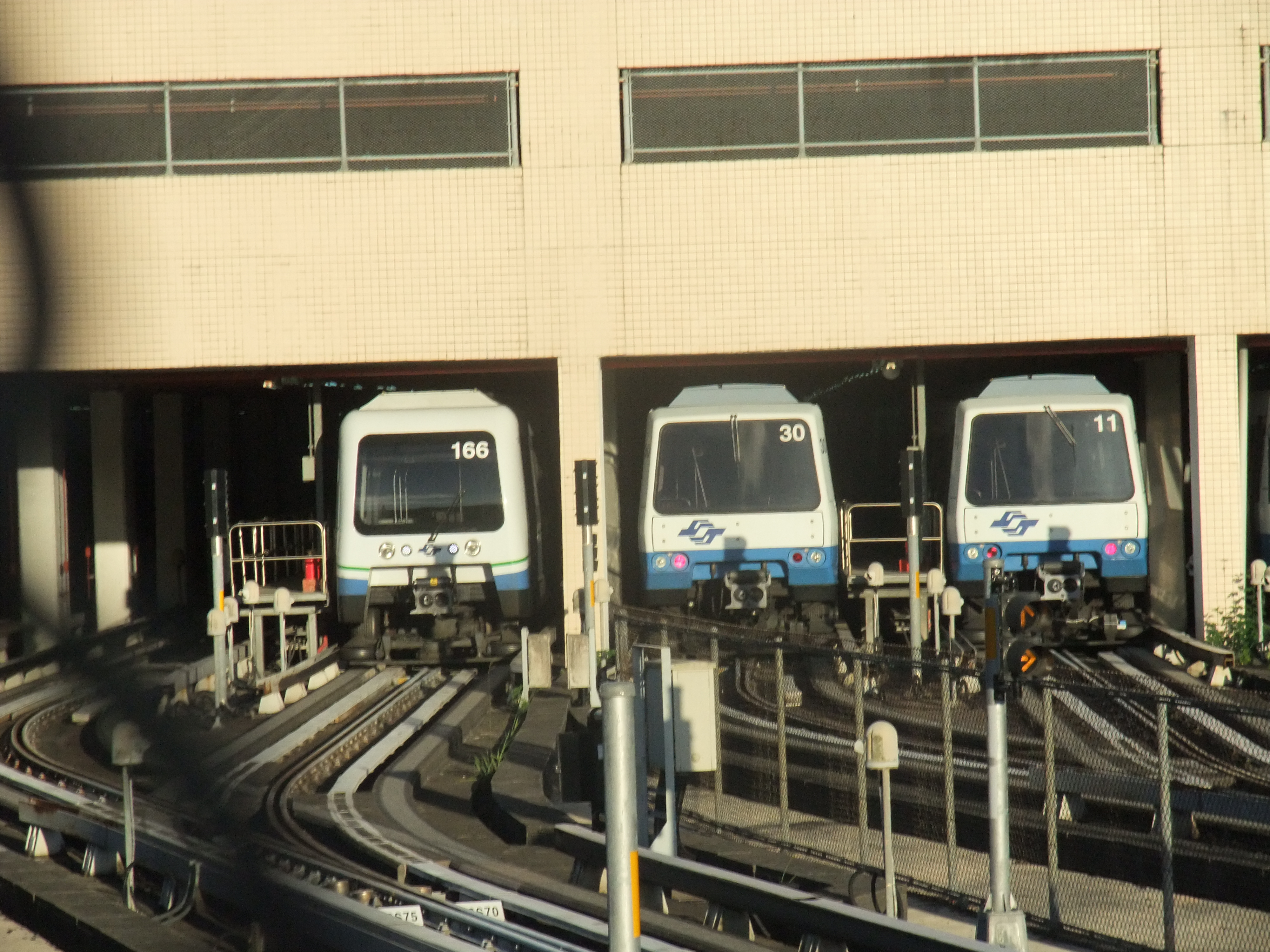
무자 기기공장에 주박중인 VAL256형 열차
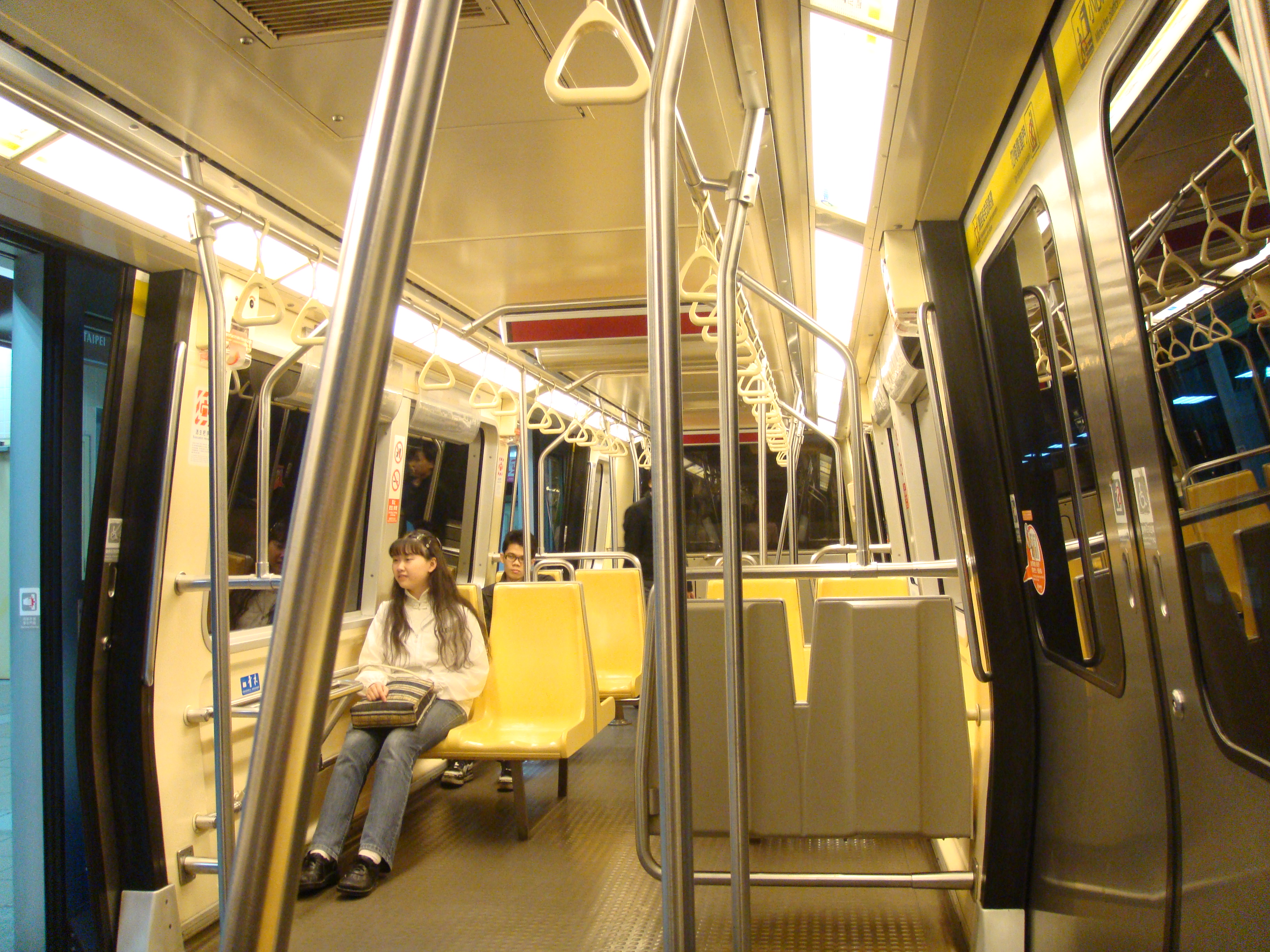
VAL256형 열차 내부
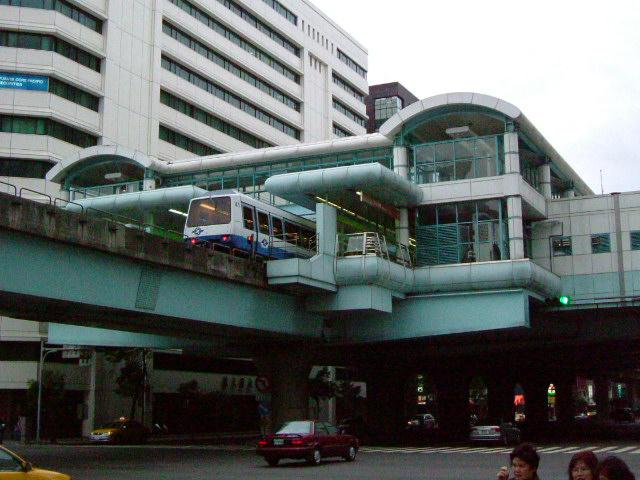
난징둥루 역 앞의 VAL256형 열차
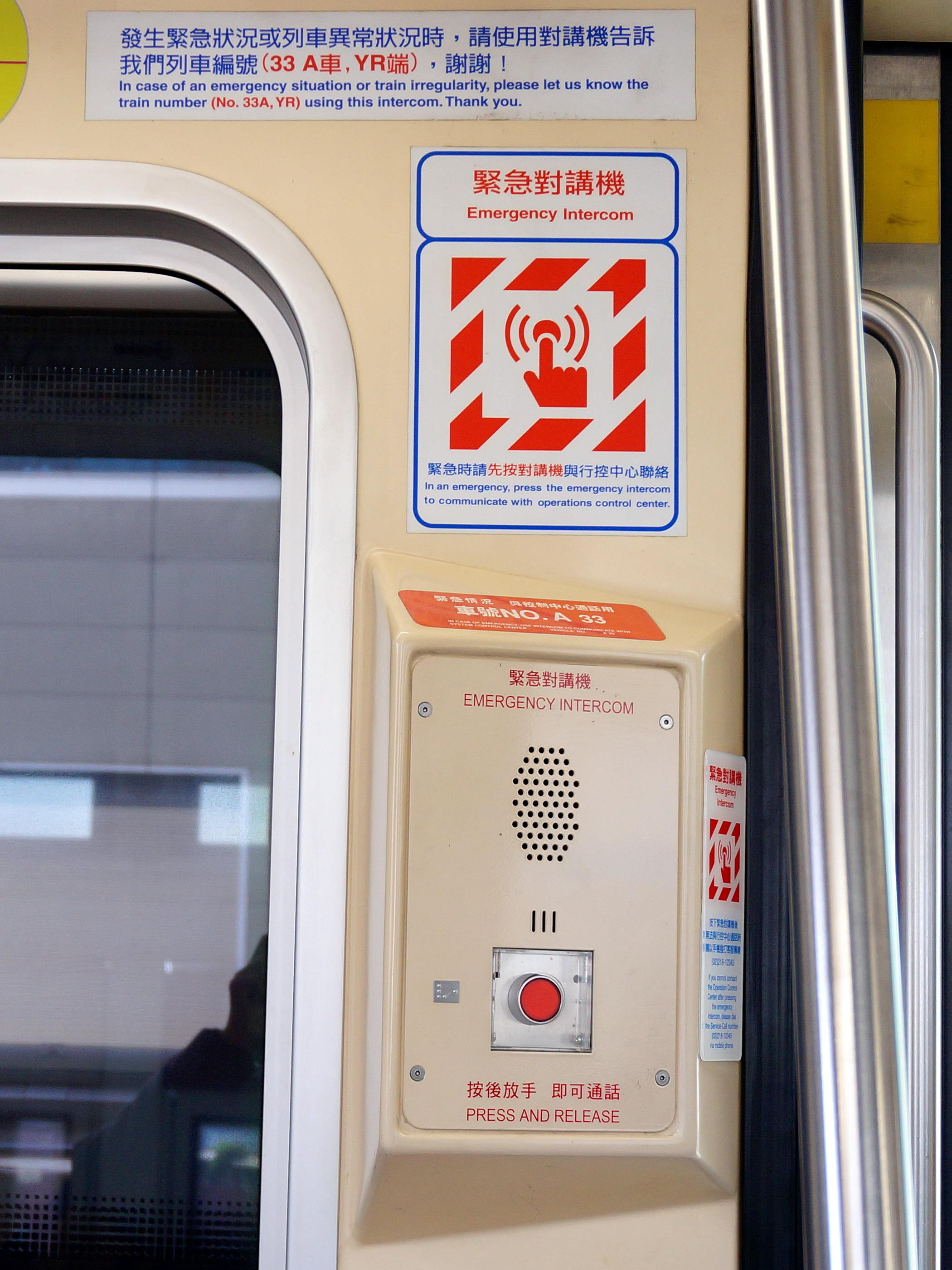
열차 내부의 비상통화장치

## 같이 보기
- 타이베이 첩운의 철도 차량
- 의정부경전철 U100호대 전동차

틀:타이베이 첩운의 철도 차량